# Pierre Duchesne
Pierre Duchesne (ur. 27 lutego 1940 w La Malbaie) – kanadyjski polityk, notariusz, deputowany do Zgromadzenia Narodowego Quebecu, gubernator porucznik prowincji Québec od 7 lipca 2007.

## Zarys biografii
Urodził się 27 lutego 1940 w La Malbaie jako dziesiąte dziecko swoich rodziców. W 1955 rozpoczął naukę w seminarium w Chicoutimi, szkole średniej o profilu klasycznym. Następnie ukończył prawo na Uniwersytecie Laval w Québecu. Kilka lat po ukończeniu studiów, począwszy od 1966 pracował w Sept-Îles jako notariusz, a następnie został wysokim urzędnikiem w Zgromadzenia Narodowego Quebecu. W latach 1974–1984 pełnił tam funkcje począwszy od zastępcy sekretarza, poprzez dyrektora do spraw legislacyjnych, skończywszy na stanowisku sekretarza generalnego. W latach 1984–2001 był sekretarzem generalnym Zgromadzenia Narodowego Quebecu, aby później zostać specjalnym doradcą w tej samej instytucji aż do końca 2003.